# PTE BTK Kommunikáció- és Médiatudományi Tanszék
A PTE BTK Kommunikáció- és Médiatudományi Tanszék feladata a Pécsi Tudományegyetemen oktatott kommunikáció- és médiatudomány szakos hallgatók elméleti és gyakorlati oktatása.

## Története
Az országban elsők között, 1992-ben indult kommunikációs képzés nappali és levelező tagozaton a Pécsi (akkor még Janus Pannonius) Tudományegyetem Bölcsészettudományi Karán. A Kommunikációs Tanszék a Janus Pannonius Tudományegyetem Tanárképző Kara Nyelvi és Kommunikációs Intézetén belül működött Kommunikációs szemináriumból 1991. során szerveződött meg. A szeminárium, illetve a tanszék képzési programjában az 1991/92-es tanév végéig elsősorban a magyar nyelvészet és irodalom szak hallgatói vettek részt, akik a kommunikációt specializációként végezték. A Tanszéket Horányi Özséb alapította, első tanszékvezető Niedermüller Péter volt (1992–1995). A képzés a kezdetektől alapvetően alkalmazott társadalomtudományi ismereteket nyújt, tehát nem egy foglalkozási terület számára képez szakembereket, hanem olyan tudás megszerzését tekinti céljának, amely a társadalom különböző szféráiban alkalmazható. Ennek megfelelően a hallgatók az egyetemi képzés részeként intézményes kommunikáció, társadalmi kommunikáció és hálózati kommunikáció szakirányon folytathatták tanulmányaikat, 1994-től pedig a kulturális antropológia specializáció keretében bővíthették ismereteiket. Az 1995 és 1999 között a tanszékvezetői pozíciót Horányi Özséb töltötte be. Ebben az időszakban került sor a Kommunikáció Doktori Program akkreditálására, amely 2009-ig a PTE BTK Nyelvtudományi Doktori Iskola keretén belül működött.
2024 februárja óta a tanszék vezetője Glózer Rita. Az elmúlt több mint 10 évben a képzési struktúra számos eleme változott, ám az intézmény profilját ez csak annyiban érintette, hogy az eredeti oktatási célok mellett folyamatosan új elemek integrálásával próbált megfelelni az őt érő kihívásoknak. A hallgatók számára 2004–2009-ig lehetőség nyílt, hogy tanulmányaikat a Kultúratudományi Doktori Program keretében folytassák. A PTE Bölcsészettudományi Karán elsőként az immár Kommunikáció- és Médiatudományi Tanszék nevet viselő intézményben indult felsőfokú szakképzés, ahol 14 hallgató kezdte meg tanulmányait intézményi kommunikátor szakon a 2005/2006-os tanévben. 2006 őszén moderátor, a 2007/2008-as tanévben pedig sajtótechnikus képzéssel bővült a kínálatunk. Jelenleg a kommunikátor szak két elágazásában (intézményi kommunikátor, sajtótechnikus) folyik a képzés. Nemcsak a felsőfokú szakképzés és a doktori képzés terén hoztak változást a 2005/2006-os évek. Ekkor került sor a Bologna-rendszer bevezetésére, amelynek következtében a hagyományos (osztatlan) kommunikációs képzés két – egymástól elkülönülő – szakaszra: alap- és mesterképzésre bomlott. Az új struktúra új „specializációkat” emelt be az oktatásba: 2006-tól médiakultúra, interkulturális kommunikáció és hálózati kommunikáció, 2010-től pedig nyomtatott és elektronikus újságírás, illetőleg médiainformatika szakirány közül választhatnak a hallgatók.
A 2012-es év különösen fontos fordulópontot jelentett a tanszék életében. Ekkor költözött át az intézmény a Zsolnay Kulturális Negyedbe. A tanszék mindamellett helyet ad a re:public galériának, amely évek óta különböző kreatív kiállításokkal várja az érdeklődőket.

## Képzések
A kommunikáció szakról: A kommunikáció szakon a kezdetek óta a kommunikáció szférájának alapvetően társadalomtudományos jellegű tanulmányozása folyik. Az oktatás és a kutatás felöleli a közvetlen emberi kommunikáció szituációit éppúgy, mint a nyomtatott és az elektronikus médiumok szféráját, valamint a hálózati kommunikáció területét.
- Elmélet

A kommunikáció- és médiatudomány 2006 őszétől – hasonlóan a magyarországi bölcsészképzés valamennyi szakjához – hároméves BA (azaz „bachelor”), illetve egy erre épülő kétéves MA („master”) képzés formájában végezhető el. A képzési rendszer újdonsága, hogy a hároméves szakot elvégzettek is diplomát szereznek, s ennek birtokában ki tudnak lépni a munkaerőpiacra. A tanulmányaikat tovább folytatók számára elsősorban a társadalomtudományi képzést kínáló MA programok állnak rendelkezésre, de a végzett hallgatók más bölcsészet-, művészet- és közgazdaságtudományi képzéseket is választhatnak.
A szakon az alapozó- és a törzsképzés elvégzése, valamint az első szigorlat letétele után a hallgatók az alábbi szakirányok közül választhatnak:
– digitális újságírás és PR. (a nyomtatott és elektronikus médiumok – elméleti és gyakorlati ismeretei);
– médiainformatika (a számítógépes hálózati rendszerek társadalmi és kulturális hatásainak vizsgálata).
- Gyakorlat

A szakon a gyakorlati képzés kereteit többek között az Egyetemi Médiaközpont biztosítja, ahol a hallgatók számára lehetőség nyílik a szakma alapvető fogásainak elsajátítására mind az elektronikus (televízió, rádió), mind a nyomtatott, mind az online médiumok területén. A gyakorlati képzés másik területét különböző intézményekben – könyvkiadókban, PR-ügynökségeken, szerkesztőségekben, önkormányzati intézményekben – töltött meghatározott idejű szakmai gyakorlatok jelentik.
- Az Egyetem után

A tanulmányaikat befejező hallgatók „kommunikációs szakember” végzettséget szereznek, mellyel – többek között – tömegkommunikációs intézményekben, reklám- és szervezőirodáknál, közvélemény- és piackutató cégeknél, az oktatásban és a közigazgatásban helyezkedhetnek el. A tudományos pályára készülő hallgatók tanulmányaikat különböző társadalomtudományos doktori (PhD) képzésekben folytathatják.
- BA (alapképzés): alapképzésünk 3 éves, amely 6 félévet foglal magába. Ez idő alatt a hallgatók megismerkedhetnek az alapozó tantárgyakkal, többek között a szociológia, az antropológia gyökereivel és a kommunikációs elméletek és modellek többségével.
- MA (mesterképzés).
- PhD (doktori képzés).

## Kutatási területek
A tanszéken folytatott kutatások olyan területekre terjedne ki, mint a városkutatás, a neoavantgarde művészetek és underground zenei irányzatok, a z generáció médiahasználata, a digitális médiaarchívumok sajátosságai, vagy az internetes forgalomirányítók szerepe a nyilvánosság formálásában.

## Gyakorlati helyek
A hallgatók a gyakorlatukat különböző helyeken, a média különböző ágazataiban végezhetik, úgy mint: újságírás, televíziózás. Előbbire az Univ magazin, utóbbira az UnivTV a gyakorlati hely.

## Oktatók
- Glózer Rita - tanszékvezető, habilitált egyetemi docens
- Bagyura Márton - tanársegéd
- Császi Lajos - nyugalmazott egyetemi tanár
- Feischmidt Margit - habilitált egyetemi docens
- Guld Ádám - habilitált egyetemi docens
- Havasréti József - habilitált egyetemi docens
- Maksa Gyula - habilitált egyetemi docens
- Mester Tibor - egyetemi adjunktus
- Pólya Tamás - habilitált egyetemi docens
- Szijártó Zsolt - egyetemi tanár
- Torbó Annamária - egyetemi adjunktus
- Varga Éva - mestertanár

## Kiadványok
A tanszék és a Gondolat Kiadó közösen könyvsorozatot jelentet meg Kommunikáció és Kultúratudományi Tanulmányok címen.

## Mérték Médiafesztivál
- A tanszéken került megrendezésre a Mérték Médiafesztivál, 2016. október 20-21-én, mely rendezvényt megelőzően az egyetem Szakmai Napot tartott az itt tanuló hallgatóknak. A fesztivál keretein belül két napon keresztül, különböző témákhoz kapcsolódó workshopokon vehettek részt az érdeklődők.

A csütörtöki (20.) napon az első programon a hallgatók televíziós műsorszámok és internetes felületek kritikus elemzéséhez kaptak kiindulópontokat, ismereteket szerezhettek a propaganda fogalmával és történetével kapcsolatban, Nagy Krisztina és Polyák Gábor előadásában. Komornik Eszter, Szávai Petra és Torbó Annamária különböző internetes példák segítségével (Facebook, Google) megismertette a hallgatókat a szűrőbuborék jelenségével. Harmadik lehetőségként részt vehettek az érdeklődők Pohly Ferenc és Szász Barna előadásán, mely hasonló kérdésekkel foglalkozott, mint: - Hogyan készüljünk fel a videós forgatásra? - Hogyan forgassunk és vágjunk szerkesztett videót okostelefonnal? - Videós interjúzás alapjai: hogyan és milyen kérdéseket praktikus feltenni? Bodrogi Bea és Szilágyi Anna segítségével választ kaphattunk arra, hogy észrevesszük-e, ha a média nyelve manipulatív. A nap utolsó workshopját Varga Éva tartotta, ami az újságírói munkával foglalkozott, hogy mennyiben kész, ""hozott"" anyagból dolgoznak a sajtó munkatársai, és mennyiben maguk kutatják fel a közérdeklődésre számot tartó témákat.
A pénteki (21.) nap folyamán azok számára akik lemaradtak az előző napi Pohly Ferenc és Szász Barna által tartott workshopról, részt vehettek ezen. Kovács Ildikó és Urbán Ágnes interaktív előadásán keresztül betekintést kaptak a nonprofit marketing kihívásaiba. A nap harmadik programjaként Sophie Schmalenberger angol nyelvű előadásán a modern politikában megjelenő botrányokról és annak stratégiáiról ejtett szót.

## Re:public projekttér

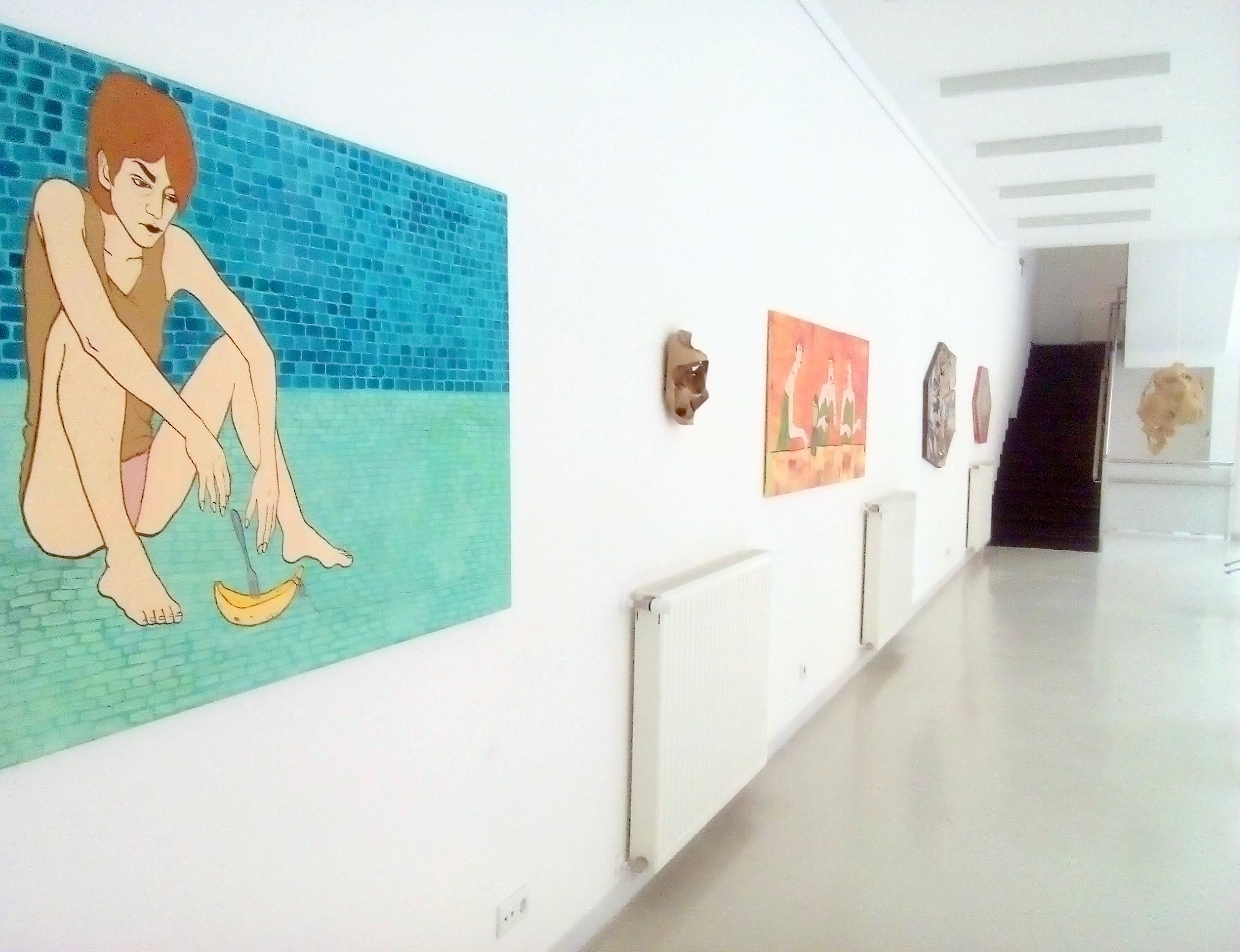
Kép egy kiállításról a Re:public galériában.

A Tanszék működteti a Re:public galériát

## Sufni TV
A Sufni TV a tanszék változó aktivitással üzemelő online televíziója. Élő streamje segítségével nyomon követhetjük az egyetemmel kapcsolatos eseményeket. Jelenlegi passzív állapotában a pécsi televízió megmaradt adatbázisát gyűjti össze. Az első próbaadásában a szerkesztők egy kellemes palacsintasütést kaptak lencsevégre. A Sufni TV első hivatalos Live stream adása 2008. december 12-én volt amikor is a Szenes klubban a Psyho Mutants és a Lucky Hunters koncertjét követhette nyomon a közönség. Közreműködtek az állatoknak készült zenei performansz bemutatásában. 2010-ben a Pécsi Egyetemi Napok díszes fellépőgárdájával is készítettek riportokat, és élőben közvetítették az egyetemi színház Utcai ablak című darabjának előadását is.
A Tv archív anyagai több platformon is elérhetők:
- ustream/channel/sufnitv[halott link]
- http://sufnitv.blogspot.hu
- https://www.youtube.com/user/sufnitv